# Mit K
Mit K ist das erste Studioalbum der Band Kraftklub, das am 20. Januar 2012 erschien. Stilistisch vermischt das Album Indie-Rock und Rap. Das Album erreichte Anfang Februar die Nummer eins der deutschen Albencharts.

## Entstehungsgeschichte
Nach der Veröffentlichung der EP Adonis Maximus und ersten Erfolgen in ihrer Heimat, dem Gewinn des Radiopreis New Music Award im September 2010 sowie ihrem Auftritt beim Bundesvision Song Contest mit dem Titel Ich will nicht nach Berlin, wurden größere Plattenlabel auf die Band aufmerksam. Schließlich wurde mit Vertigo Records, einem Sublabel von Universal ein Vertrag unterschrieben. Nach eigenen Angaben arbeitete die Band bereits seit März 2011 an ihrem Debütalbum, für das Sänger Felix Brummer alle Texte schrieb.

## Titelliste
Alle Texte stammen von Felix Brummer, ausgenommen Liebe, Karl-Marx-Stadt, Scheissindiedisko und Zu jung, die er zusammen mit Karl Schumann schrieb.
1. Eure Mädchen – 2:54
2. Ritalin/Medikinet – 3:21
3. Ich will nicht nach Berlin – 3:22
4. Liebe – 3:10
5. Melancholie – 2:59
6. Karl-Marx-Stadt – 3:13
7. Songs für Liam – 3:14
8. Kein Liebeslied – 4:18
9. Lieblingsband (Oh Yeah) – 2:58
10. Mein Leben – 3:53
11. Scheissindiedisko – 3:14
12. Zu jung – 3:05
13. Wieder Winter – 4:04

## Singleauskopplungen
| Jahr | Titel Album                | Höchstplatzierung, Gesamtwochen, AuszeichnungChartplatzierungen (Jahr, Titel, Album, Platzierungen, Wochen, Auszeichnungen, Anmerkungen) | Höchstplatzierung, Gesamtwochen, AuszeichnungChartplatzierungen (Jahr, Titel, Album, Platzierungen, Wochen, Auszeichnungen, Anmerkungen) | Höchstplatzierung, Gesamtwochen, AuszeichnungChartplatzierungen (Jahr, Titel, Album, Platzierungen, Wochen, Auszeichnungen, Anmerkungen) | Anmerkungen                                                  |
| Jahr | Titel Album                | DE | AT | CH | Anmerkungen                                                  |
| ---- | -------------------------- | --- | --- | --- | ------------------------------------------------------------ |
| 2011 | Ich will nicht nach Berlin | DE45 Gold · (4 Wo.)DE | — | — | Erstveröffentlichung: 21. September 2011 Verkäufe: + 150.000 |
| 2012 | Songs für Liam             | DE14 Gold · (20 Wo.)DE | AT66 (1 Wo.)AT | — | Erstveröffentlichung: 9. März 2012 Verkäufe: + 150.000       |
| 2012 | Kein Liebeslied            | DE55 Gold · (7 Wo.)DE | — | — | Erstveröffentlichung: 6. Juli 2012 Verkäufe: + 150.000       |

## Rezeption

### Rezensionen
Das Album wurde zwiespältig aufgenommen, so schrieb Spiegel Online, dass die Songs musikalisch „einfach bis nahezu öde gehalten“ seien: „Hives, Strokes, frühe Arctic Monkeys, dazwischen ein bisschen Deutschrap - die Referenzen lassen sich locker an einer Hand abzählen.“ Im Gegensatz dazu könne man sich bei den Texten „vor Pop-Zitaten kaum retten. The Cure und Morrissey, Tocotronic und Die Sterne, Josh Homme und die Gallagher-Brüder: Sie alle tauchen namentlich auf dem Album auf.“ Zwar bräuchte es „kein Album voller Kampfansagen, doch bei aller Unerschrockenheit und allem Willen zur Show sind Kraftklub erstaunlich harmlos. Momente fröhlich-verstörenden Unsinns, wie sie Bands wie Frittenbude, Deichkind oder Rocket Freudental produzieren, sucht man bei ihnen vergebens.“ Die taz bezeichnete die Bandmitglieder als Hipster aus dem Osten und schrieb, dass sie „zu Recht als Band der Stunde, des Jahres oder einer Generation gefeiert“ werden. „Sie berichten in ihren Songs über ihre Lebensumstände. Über Menschen, die gegen ihre Einsamkeit drei Staffeln ‚Dexter‘ am Stück schauen. Über Menschen, die, wenn sie verliebt sind, ständig das Facebookprofil derer checken, in die sie verliebt sind. Über Leute, deren Eltern einst wilder waren, als sie selbst es je sein werden können.“ In diesem Punkt hätte „schon lange keine deutsche Band mehr den Alltag zwischen Mate Peng und Retro-Kassengestellbrillen dargestellt.“
Die Süddeutsche Zeitung rezensierte, dass das neue Album „nun den Berlin-Song und weitere Lieder“ vereine, „die Fans schon seit Monaten auf den Konzerten mitgrölen, mit ein paar neuen Perlen. Kraftklubs Sprache ist genauso einfach und kraftvoll wie ihre Musik, dazu mit steilen Thesen und einem Wortwitz unterlegt, der nicht allzu hintersinnig, dafür umso überraschender ist – und immer eingängig.“ Simon Langemann nannte auf Laut.de die Fusion aus Rap und Rock als durchaus geglückt: „Die treibenden, schnörkellosen Instrumentals geraten zwar stets launig und tanzbar, bedienen sich aber vor allem beim klassischen, geradlinigen Indie-Rock und bewegen sich zwischen den Hives, Bloc Party und Mando Diao.“ Jedoch hinterlasse das Album gemischte Gefühle: „Einerseits überzeugt die Jungsmusik für Mädchen, die die fünf Chemnitzer nach eigenen Angaben spielen wollen, mit hohem Unterhaltungswert und Spaßfaktor. Spätestens mit dem vorliegenden Erstling scheint es also besiegelt, dass sich die Newcomer mit ihrem live-tauglichen Sound innerhalb kürzester Zeit zur festen Größe etablieren werden. Demgegenüber steht die Tatsache, dass die 13 Songs in Tempo und Charakter einfach zu einheitlich daherkommen, um ein wirklich zeitloses und spannendes Album zu bilden.“ Insbesondere würde der Vertrag beim „Major-Riesen Universal“ ihrem Sound „alles andere als gut“ tun: „Die Instrumentals klingen über weite Strecken viel zu glattgebügelt und einheitlich, so dass die Stücke trotz des kurzweiligen Songwritings auf Dauer eintönig wirken. Mit wesentlich ungeschliffenerem und vor allem differenzierterem Sounddesign hätte ‚Mit K‘ dagegen zur Top-Platte heranwachsen können […].“

### Chartplatzierungen
Mit K erreichte in Deutschland die Chartspitze der Albumcharts und platzierte sich eine Woche an ebendieser sowie eine Woche in den Top 10 und 49 Wochen in den Charts. In Österreich erreichte das Album im sechs Chartwochen mit Rang 19 seine höchste Chartnotierung, in der Schweiz in einer Chartwoche mit Rang 64. Für Kraftklub war es in allen Ländern der erste Album-Charterfolg. 2012 platzierte sich das Album auf Rang 30 der Album-Jahrescharts sowie auf Rang neun der deutschen Newcomercharts.
| ChartsChartplatzierungen | Höchstplatzierung | Wochen |
| ------------------------ | ----------------- | ------ |
| Deutschland (GfK)        | 1 (49 Wo.)        | 49     |
| Österreich (Ö3)          | 19 (6 Wo.)        | 6      |
| Schweiz (IFPI)           | 64 (1 Wo.)        | 1      |

| ChartsJahrescharts (2012) | Platzierung |
| ------------------------- | ----------- |
| Deutschland (GfK)         | 30          |

### Auszeichnungen für Musikverkäufe
| Land/Region        | Auszeichnungen für Musikverkäufe (Land/Region, Auszeichnung, Verkäufe) | Verkäufe |
| ------------------ | ---------------------------------------------------------------------- | -------- |
| Deutschland (BVMI) | 2× Platin                                                              | 400.000  |
| Insgesamt          | 2× Platin ·                                                            | 400.000  |

### Reaktion von K.I.Z
Die Berliner Hip-Hop-Formation K.I.Z reagierte auf Ich will nicht nach Berlin mit dem eigenen Titel Verpisst euch. Dieser beginnt zunächst mit dem Refrain von Ich will nicht nach Berlin und parodiert daraufhin Hipster, die aus Ostdeutschland nach Berlin ziehen (Kraftklub ist eine Chemnitzer Band). Mit der Zeile „Wir machen einfach einen Song der klingt wie Tainted Love“ spielen sie auf eine Ähnlichkeit des Songs zu Tainted Love von Soft Cell an. Den Abschluss bildet die Zeile „Schmeißt doch endlich Felix und Karl und Till und Steffen und Max aus Kreuzberg raus!“, die die Vornamen der Kraftklub-Bandmitglieder enthält und eine Anspielung auf den Song Rauch-Haus-Song („Das ist unser Haus, schmeißt doch endlich Schmidt und Press und Mosch aus Kreuzberg raus.“) von Ton Steine Scherben ist.